# La Fradera
La Fradera és una masia transformada en monestir de Santa Coloma de Farners (Selva) inclosa a l'Inventari del Patrimoni Arquitectònic de Catalunya.

## Descripció
És un edifici de dues plantes i vessant a façana. Les finestres de la planta superior són senzilles, amb brancals, ampits i llinda monolítica. Les obertures de la primera planta no es poden veure, ja que hi ha un porxo adosat a la façana que priva la visibilitat. Abans de la reforma s'apreciava la porta principal, amb arc de mig punt i adovellada. El pendent natural del terreny ha permès que la banda dreta de la casa tingui tres plantes. És en aquesta part on es pot veure el gran rellotge de sol. A l'altre banda, hi ha una ampliació de l'edifici, un cos annexat, totalment nou de dues plantes i porxo a la part superior. Hi ha també una balla de fusta que tanca el recinte i en preserva la intimitat.